# Ауфзес, Ганс Филипп фон
Ганс Филипп Вернер фон унд цу Ауфзес (нем. Hans Philipp Werner Freiherr von und zu Aufseß; 7 сентября 1801, Ауфзес —6 мая 1872, Мюнстерлинген, Швейцария) — барон, немецкий коллекционер, антиквар, историк, основатель Германского национального музея в Нюрнберге. Доктор права (с 1822). Член Баварской академии наук.

## Биография
Представитель древнего дворянского рода Ауфзес. Родился в родовом замке в Верхней Франконии в Баварии.
В 1817 года поступил на юридический факультет университета Эрлангене, по окончании которого работал в судах Баварии. В 1822 году стал доктором права. Затем оставил государственную службу и посвятил себя делам родового имения и изучению немецких древностей. Будучи коллекционером, собрал значительную библиотеку и коллекцию произведений искусства.
Его антикварные исследования проходили под влиянием идеалов романтизма и зарождающегося немецкого национализма.
В 1832 году основал в Нюрнберге «Общество охраны памятников германской старины, литературы и искусства» и своей неутомимой деятельностью достиг того, что значительная часть хранящихся в Нюрнберге древних памятников была сосредоточена в особом учреждении.
С осени 1832 года издавал: «Anzeiger für Kunde der deutschen Vorzeit», с 1835 года издававшегося в Карлсруэ под редакцией его сотрудника Моне.
В 1846 году в связи с объединением немецких исторических обществ, представил первому съезду германистов, собравшемуся во Франкфурте-на-Майне, проект основания Германского национального музея, но политические события 1848 года помешали осуществлению его плана. Лишь в 1852 он смог повторить своё предложение при более благоприятных обстоятельствах на съезде исследователей старины в Дрездене. Предложение это было принято, и основанный в 1853 году в Нюрнберге Германский национальный музей явился осуществлением его заветной мысли.
Избранный первым директором этого учреждения, он взял на себя весь труд его организации и не останавливался ни перед какими жертвами для процветания музея. С 1853 совместно с Эйе и Фромманом вновь стал издавать: «Anzeiger für Kunde der deutschen Vorzeit», как орган Германского музея. В 1862 сложил с себя звание директора музея.
Умер на 71 году жизни в Мюнстердингене от травм, полученных при посещении церемонии открытия Страсбургского университета, когда толпа разъяренных студентов, ошибочной приняла его за «франкофила».
Автор многочисленных исторических и юридических трудов, в том числе:
- «Das Lehnwesen in Beziehung auf die Anforderungen d. Rechts und der Zeit» (Мюнхен, 1831),
- «Ueber Lasten der Ritterlehen in Bayrn» (Мюнхен, 1831),
- «Ueber den einzig wahren Ehescheidungsgrund in der christl. Kirche» (Байрейт, 1838).